# Ита Рина
Ита Рина (словен. Ita Rina, урождённая Италина Лида Краваня (Italina Lida Kravanja), 7 июля 1907 — 10 мая 1979) — югославская актриса.

## Биография
Родилась в небольшом городе Дивача в Австро-Венгрии (ныне — Словения). Вскоре после начала Первой мировой войны её семья переехала в Любляну, где в 1923 году Рина пошла в школу. В 1926 году она стала победительницей конкурса красоты «Мисс Словения» и тем самым прошла на следующий этап для участия в общеюгославском конкурсе красоты. Однако мать сперва не хотела отпускать её в Загреб, и когда Рина всё же прибыла на конкурс, победитель уже был выбран. Несмотря на это, она привлекла внимания видного местного предпринимателя и владельца крупнейшего кинотеатра Загреба Адольфа Мюллера, который отправил её фотографию немецкому кинопродюсеру Питеру Остермайеру. Юная модель заинтересовала его и была приглашена в Берлин для съёмок в кино. Однако, мать Рины вновь воспротивилась её отъезду и тогда ей пришлось сбежать из дома.
После прибытия в Берлин Рина некоторое время посещала курсы актёрского мастерства, дикции и танцев. В 1927 году состоялся её кинодебют в ленте Франца Остена «Что скрывают дети от родителей», а год спустя её работа в фильме «Тайная вечеря» была положительна оценена немецкими кинокритиками. Прорывом для Рины стала главная роль в мелодраме Густава Махаты «Эротикон». Следующей её крупной ролью стала Тонка в первом чешском звуковом фильме «Тонка Сибенице». Спустя год актриса вышла замуж за Миодрага Чоржевича и перешла из католицизма в православие, получив после крещения имя Тамара Чоржевич.
Актриса продолжала сниматься до 1939 года, получив также предложение на работу в Голливуде, однако её супруг воспротивился этому и Рине пришлось отказаться. После завершения кинокарьеры Рина с супругом обосновалась в Белграде, где в 1940 году родила сына Милана. В 1941 году, с началом бомбардировки города, она с семьёй переехала в Врнячку-Баню, где родилась её дочь Тияна. После окончания Второй мировой войны семья вернулась в Белград, где новое социалистическое руководство обещала ей новые роли в кино. Однако все запланированные ленты были отменены и Рина после этого только единожды появилась на большом экране, исполнив небольшую роль в фантастической ленте Велько Булайича «Война» (англ.) в 1960 году. В конце жизни актриса страдала от астмы и в 1967 году переехала с супругом на адриатическое побережье в город Будва. Спустя 12 лет она скончалась во время очередного приступа болезни в возрасте 71 года, и была похоронена в Белграде.